# Клубный кубок UNCAF 1976
1. перенаправление Турнир Фратернитад 1976